# قطعنامه ۲۱۱۶ شورای امنیت
قطعنامه ۲۱۱۶ شورای امنیت سازمان ملل متحد سندی بین‌المللی دربارهٔ وضعیت در لیبریا است. این قطعنامه طی نشست شورای امنیت سازمان ملل متحد در تاریخ ۱۸ سپتامبر ۲۰۱۳ میلادی با ۱۵ رأی موافق، ۰ مخالف و ۰ ممتنع به تصویب رسید.